# Шоу дядька Диявола
Шоу дядька Диявола (англ. The Uncle Devil Show) — другий сегмент 10-го епізоду 1-го сезону телевізійного серіалу «Зона сутінків».

## Сюжет
Маленький хлопчик на ім'я Джо отримує від батька відеокасету з популярним мультиплікаційним фільмом про Тіма Феррета. Будучи палким прихильником цього мультфільму, Джо одразу вмикає куплену йому касету та починає її переглядати. Через деякий час показ мультфільму переривається, після чого на екрані телевізора з'являється чоловік, який веде не менш популярну дитячу передачу під назвою «Шоу дядька Диявола». Дядько Диявол у своєму телешоу розповідає маленьким глядачам про різноманітні магічні трюки та навіть успішно демонструє їх, а також дає різні шкідливі поради — в даному випадку він радить їсти якомога більше солодкого та ніколи не чистити зуби, одночасно рекламуючи сухий сніданок. Джо намагається відтворити фокуси дядька Диявола, внаслідок чого в домі починають відбуватися неймовірні речі — в кімнатній вазі замість квітів, які Джо повинен був здобути в результаті одного з магічних експериментів дядька Диявола, з'являються величезні таргани та одразу ж розповзаються по будинку, батько та мати хлопчика перетворюються на рептилій, а їхній собака стає чотириоким. Також зусиллями маленького чарівника-початківця біля помешкання з'являється динозавр, який насправді виявляється його збільшеною в сотні разів іграшкою, а в стіні будинку виникає перехід до казкового світу. Після закінчення специфічного шоу показ мультфільму продовжується серією «Тім Ферріт у пеклі»; разом із завершенням випуску телепередачі зникають і чари, які навів хлопчик, керуючись порадами дядька Диявола, після чого все навколо знову стає таким, як і було раніше, однак при цьому із вази, що стоїть у кімнаті маленького Джо, все ще продовжують вилізати гігантські таргани.

## Цікаві факти
- Епізод триває близько шести з половиною хвилин.
- Епізод не має оповідей ані на початку, ані в кінці.

## Ролі виконують
- Грегорі Майєр — Джо
- Мерфі Данн — дядько Диявол
- Джоель Поліс — батько
- Венді Філіпс — мати

## Реліз
Прем'єрні покази епізоду відбулися 29 листопада 1985 у Великій Британії та в листопаді 2002 на Туринському кінофестивалі в Італії.